# 金羅斯特設鎮區 (密歇根州)
金羅斯特設鎮區（英語：Kinross Charter Township）是位於美國密西根州契皮瓦縣的一個特設鎮區。

## 地方資料
金羅斯特設鎮區的面積為313.20平方千米，當中陸地面積為310.10平方千米，而水域面積為3.10平方千米。根據2020年美國人口普查的數據，當地共有人口6139人，而人口密度為每平方千米19.6人。